# Dudley Nichols
Dudley Nichols (Wapakoneta, 6 de abril de 1895 - Los Angeles, 4 de janeiro de 1960) foi um roteirista e cineasta estadunidense. Ele ganhou o Oscar de melhor roteiro adaptado pelo filme O Denunciante (1935). Nichols inicialmente recusou o prêmio, devido a uma disputa entre o Screen Writers Guild, do qual ele foi fundador, e a Academia de Artes e Ciências Cinematográficas.
Ele também co-escreveu o documentário A Batalha de Midway, que ganhou o Oscar de 1942 de Melhor Documentário.

## Filmografia
| Ano  | Titulo                   | Nota(s)                                                 |
| ---- | ------------------------ | ------------------------------------------------------- |
| 1930 | Men Without Women        | [ 3 ]                                                   |
| 1930 | Born Reckless            | [ 3 ]                                                   |
| 1930 | On the Level             | [ 3 ]                                                   |
| 1930 | One Mad Kiss             | [ 3 ]                                                   |
| 1930 | A Devil with Women       | [ 3 ]                                                   |
| 1931 | Not Exactly Gentlemen    | [ 3 ]                                                   |
| 1931 | Seas Beneath             | [ 3 ]                                                   |
| 1931 | A Connecticut Yankee     | [ 3 ]                                                   |
| 1931 | Hush Money               | [ 3 ]                                                   |
| 1931 | Skyline                  | [ 3 ]                                                   |
| 1931 | Reckless Living          | [ 3 ]                                                   |
| 1931 | The Black Camel          | [ 3 ]                                                   |
| 1932 | She Wanted a Millionaire | [ 3 ]                                                   |
| 1932 | While Paris Sleeps       | [ 3 ]                                                   |
| 1932 | This Sporting Age        | [ 3 ]                                                   |
| 1933 | Robbers Roost            | [ 3 ]                                                   |
| 1933 | The Man Who Dared        | [ 3 ]                                                   |
| 1933 | Pilgrimage               | [ 3 ]                                                   |
| 1933 | Hot Pepper               | [ 3 ]                                                   |
| 1934 | Frontier Marshal         | [ 3 ]                                                   |
| 1934 | You Can't Buy Everything | [ 3 ]                                                   |
| 1934 | Ever Since Eve           | [ 3 ]                                                   |
| 1934 | The Lost Patrol          | [ 3 ]                                                   |
| 1934 | Hold That Girl           | [ 3 ]                                                   |
| 1934 | Call It Luck             | [ 3 ]                                                   |
| 1934 | Wild Gold                | [ 3 ]                                                   |
| 1934 | Grand Canary             | [ 3 ]                                                   |
| 1934 | Judge Priest             | [ 3 ]                                                   |
| 1935 | Mystery Woman            | [ 3 ]                                                   |
| 1935 | Life Begins at 40        | [ 3 ]                                                   |
| 1935 | The Informer             | Oscar de melhor roteiro adaptado (não aceitou até 1938) |
| 1935 | The Arizonian            | [ 3 ]                                                   |
| 1935 | She                      | [ 3 ]                                                   |
| 1935 | Steamboat Round the Bend | [ 3 ]                                                   |
| 1935 | The Crusades             | [ 3 ]                                                   |
| 1935 | The Three Musketeers     | [ 3 ]                                                   |
| 1936 | Mary of Scotland         | [ 3 ]                                                   |
| 1937 | The Plough and the Stars | [ 3 ]                                                   |
| 1937 | The Toast of New York    | [ 3 ]                                                   |
| 1937 | The Hurricane            | [ 3 ]                                                   |
| 1938 | Bringing Up Baby         | [ 3 ]                                                   |
| 1938 | Carefree                 | [ 3 ]                                                   |
| 1939 | Gunga Din                | [ 3 ]                                                   |
| 1939 | Stagecoach               | [ 3 ]                                                   |
| 1939 | The 400 Million          | [ 3 ]                                                   |
| 1940 | The Long Voyage Home     | Indicado ao Oscar                                       |
| 1941 | Man Hunt                 | [ 3 ]                                                   |
| 1941 | Swamp Water              | [ 3 ]                                                   |
| 1942 | The Battle of Midway     |                                                         |
| 1943 | Air Force                | Indicado ao Oscar                                       |
| 1943 | This Land Is Mine        | [ 3 ]                                                   |
| 1943 | Mr. Lucky                | [ 3 ]                                                   |
| 1943 | For Whom the Bell Tolls  | [ 3 ]                                                   |
| 1944 | Government Girl          | Também produtor e diretor                               |
| 1944 | It Happened Tomorrow     | [ 3 ]                                                   |
| 1945 | And Then There Were None | [ 3 ]                                                   |
| 1945 | The Bells of St. Mary's  | [ 3 ]                                                   |
| 1945 | Scarlet Street           | [ 3 ]                                                   |
| 1946 | Sister Kenny             | Também produtor e diretor                               |
| 1947 | The Fugitive             | [ 3 ]                                                   |
| 1947 | Mourning Becomes Electra | Também produtor e diretor                               |
| 1949 | Pinky                    | [ 3 ]                                                   |
| 1951 | Rawhide                  | [ 3 ]                                                   |
| 1952 | Return of the Texan      | [ 3 ]                                                   |
| 1952 | The Big Sky              | [ 3 ]                                                   |
| 1954 | Prince Valiant           | [ 3 ]                                                   |
| 1956 | Run for the Sun          | [ 3 ]                                                   |
| 1957 | The Tin Star             | Indicado ao Oscar                                       |
| 1959 | The Hangman              | [ 3 ]                                                   |
| 1960 | Heller in Pink Tights    | [ 3 ]                                                   |